# ヘンリーの驚くべき動物
『ヘンリーの驚くべき動物』（ヘンリーのおどろくべきどうぶつ、英語: Henry's Amazing Animals）は、ドーリング・キンダースリー製作のテレビ番組。

## 概要
『Amazing Animals』は、動物テレビ番組の1つ。CGキャラ「ヘンリー」が主役である。

## キャラクター
ヘンリー（Henry）
声 - エリック・メイヤーズ
本作のCGキャラで主人公。ショーにも出ている。一人称は「僕」。紫の点と黄色の目の小さな緑色をしたヤモリ。好物はピザ。彼は自分自身が全く頭が良いことを証明することができるため、発明者でもある。
ナレーター（The Narrator）
ヘンリーの共演者。
漫画動物
各エピソードを通す漫画に登場する、キャラクター達を参照。
A Blue Chicken Professor and his wife and kids
ニワトリの教授。家族には、彼の妻と子供がいる。
Three (Sometimes four) green lizards
トカゲのキャラクター。3匹だが、時々4つも。
A yellow snake with jingle bells on its tail
ヘビのキャラクター。
An elephant with a pink trunk
ゾウのキャラクター。
A large green Tyrannosaurus
ティラノサウルスのキャラクター。
blue parrot with a purple beak and colored head feathers
オウムのキャラクター。
A tiger that stands on two legs
トラのキャラクター。
A blue gorilla
ゴリラのキャラクター。
A spider monkey
クモザルのキャラクター。
A green porcupine with a turquoise crest
ヤマアラシのキャラクター。
A black spider
クモのキャラクター。
A mole that wears sunglasses
サングラスをしたモグラのキャラクター。
A large blue fish
青い魚のキャラクター。
A blue rhino
サイのキャラクター。
A pink weasel (or Skunk)
イタチのキャラクター。中には、スカンクもいる。
A yellow vulture
ハゲワシのキャラクター。
A small gray frog
カエルのキャラクター。
An orange-brown beetle
カブトムシのキャラクター。
A large golden bear
クマのキャラクター。
A brown eagle sergeant and brown owl army
ワシの軍曹と、フクロウの軍隊。
A teal pigeon
ハトのキャラクター。
A pink stork
コウノトリのキャラクター。
A small gray mouse
小さいネズミ。
A green crocodile
ワニのキャラクター。
A green chameleon
カメレオンのキャラクター。
A green turtle
カメのキャラクター。

## 各話リスト
| 1  | "Tropical Birds"    | コンゴウインコ     | 1996年4月16日 |
| 2  | "Animal Disguises"  | カメレオン         | 1996年4月23日 |
| 3  | "Nighttime Animals" | -                  | 1996年4月30日 |
| 4  | "Animal Appetites"  | オウサマペンギン   | 1996年5月7日  |
| 5  | "Animal Survivors"  | オオカミ           | 1996年5月14日 |
| 6  | "Animal Senses"     | ネコ               | 1996年5月21日 |
| 7  | "Animal Weapins"    | ヤギ               | 1996年5月28日 |
| 8  | "Animal Builders"   | アメリカビーバー   | 1996年6月4日  |
| 9  | "Armored Animals"   | リクガメ           | 1996年6月11日 |
| 10 | "Mini Beasts"       | タランチュラ       | 1996年6月18日 |
| 11 | "Animal Babies"     | 子犬、子猫、アヒル | 1996年6月25日 |
| 12 | "Poisonous Animals" | アメリカドクトカゲ | 1996年7月2日  |
| 13 | "Animals Journeys"  | ラクダ             | 1996年7月9日  |

## 映像ソフト化
- 1999年にビデオが発売された。